# マコーム (駆逐艦)
マコーム（USS Macomb DD-458/DMS-23）はアメリカ海軍の駆逐艦。第二次世界大戦中に建造しされたグリーブス級の1隻。艦名はウィリアム・H・マコーム提督（1819–1872）およびデイビッド・B・マコーム提督（1827–1911）に因む。

## 艦歴
「マコーム」は1940年9月3日にメイン州バースにあるバス鉄工所にて起工され、1941年9月23日に進水式が行われた。。1942年1月26日にW. K.デュバルを艦長に迎えて就役した。

### 第二次世界大戦

#### 大西洋
就役後の「マコーム」は大西洋で船団護衛の任務に当たった。
1944年4月20日、「マコーム」は地中海へ移動し、 アルジェリア沖で対潜水艦任務を遂行した。  5月18日、「マコーム」は72時間に及ぶ潜水艦追跡を開始し、ドイツ潜水艦「U616」を撃沈した。  1944年8月中旬、南フランスへの侵攻に参加。
11月9日に「マコーム」はチャールストン海軍工廠に到着し、掃海駆逐艦へと改装され、DMS‑23へと変更された。11月15日に第20機雷戦隊（Mine Squadron 20）に編入。1945年1月3日に太平洋へ向け出発した。

#### 太平洋
3月24日、沖縄沖に到達し、侵攻に先駆けた掃海を行った。その後は海岸周辺や港湾周辺に展開した小型掃海艇の支援に当たる。5月3日に「マコーム」は神風特別攻撃隊の攻撃を受け（菊水五号作戦）、一機が命中した。サイパンで修理中に終戦となった。 8月13日、 「マコーム」は日本へ向かう第3艦隊と合流し、8月29日に東京湾へ入港した。
1945年9月4日に東京湾を出発し、日本近海において掃海作業に従事した。

### 戦後
その後、「マコーム」はサウスカロライナ州チャールストンを拠点に大西洋やカリブ海などでの訓練任務に従事した。1949年、1951年、1953年には、第6艦隊所属艦として地中海に派遣されている。1954年7月、 マコームは予備役艦艇となる。10月19日には相互防衛援助法の元で同型艦の「エリソン」とともに日本政府に供与され、海上自衛隊においてあさかぜ型護衛艦「はたかぜ」（DD-182）として就役した。海上自衛隊への移籍に当たって掃海装備は撤去された。1955年2月25日、横須賀に入港。
1969年10月15日、「はたかぜ」は「あさかぜ」（旧エリソン）とともにアメリカに返却された後、1970年8月6日に中華民国に売却され、座礁により失われた駆逐艦「咸陽」（DD- 16　旧アメリカ海軍グリーブス級駆逐艦「ロッドマン」）の代艦として艦名と艦番号をそのまま引き継いだ。1974年に退役し、1978年まで係留練習艦として使用された。
「マコーム」は第二次世界大戦中の戦功から戦闘星章(battle stars)を5つ受章している。